# Americana (The-Offspring-Album)
Americana ist das fünfte Studioalbum der US-amerikanischen Punkrock-Band The Offspring und wurde am 16. November 1998 über das Label Columbia Records veröffentlicht. Es verkaufte sich bis heute rund 15 Millionen Mal weltweit und ist somit das kommerziell erfolgreichste Album der Gruppe.

## Inhalt und Produktion
Das Hauptthema des Albums ist die amerikanische Gesellschaft und deren unerfreuliche Eigenheiten, wie Unruhen in den Vorstädten.
Americana wurde wie der Vorgänger Ixnay on the Hombre von dem Musikproduzenten Dave Jerden produziert und in den Eldorado Recording Studios in Burbank, Kalifornien aufgenommen.

## Covergestaltung
Das Albumcover zeigt ein im Comicstil gezeichnetes blondes Kind, das auf einer Schaukel schaukelt und ein Insekt in der linken Hand hält. Aus dem rechten Bildrand ragt eine Tentakel heraus. Der Hintergrund ist in blauen Farbtönen gehalten. Oben rechts im Bild befindet sich der weiße Schriftzug The Offspring und am unteren Bildrand steht der Titel Americana in Rot. Auf der Rückseite sitzt das Insekt auf der Schaukel und hält einen Schuh des Kindes. Der andere Schuh und die dazugehörige Orthese liegen in einer Blutlache auf dem Boden. Rechts sind drei Tentakeln zu sehen.

## Titelliste
1. Welcome – 0:09
2. Have You Ever – 3:56
3. Staring at the Sun – 2:13
4. Pretty Fly (for a White Guy) – 3:08
5. The Kids Aren’t Alright – 3:00
6. Feelings – 2:51
7. She’s Got Issues – 3:48
8. Walla Walla – 2:57
9. The End of the Line – 3:00
10. No Brakes – 2:06
11. Why Don’t You Get a Job? – 2:52
12. Americana – 3:15
13. Pay the Man – 10:19

## Singleauskopplungen
Das Intro der ersten Single Pretty Fly (for a White Guy) ist dem Intro des 1983 auf Pyromania erschienenen Stückes Rock of Ages von Def Leppard nachempfunden. Die zum Anzählen verwendeten vier Nonsenswörter lauten „Gunter glieben glauten globen“ und sollen deutsch klingen. Es geht in dem Lied um einen weißen Gangsta, der die Hip-Hop-Kultur ungeschickt zur Selbstinszenierung nutzt, ohne die entsprechenden Werte tatsächlich zu vertreten. Mit dem Lied sollen Konformitäts- und Konsumverhalten am Beispiel des vermeintlich unpassenden, weil nicht standesgemäßen Verhaltens weißer Oberklassejugendlicher illustriert werden.
Die zweite Single Why Don’t You Get a Job? handelt von einem Mann, dessen Freundin aufgrund ihres aufwändigen Lebensstils ständig Geld von diesem verlangt, jedoch ohne jede Bereitschaft selbst zu arbeiten. Im Refrain empfiehlt der Sänger dem Mann, nicht für die Ausgaben seiner Freundin aufzukommen und ihr nahezulegen, sich einen Job zu suchen. Gegen Ende des Liedes wird noch ein anderes Paar mit den gleichen Problemen, aber vertauschten Rollen erwähnt. Die Melodie ist an das 1968 erschienene Stück Ob-La-Di, Ob-La-Da von den Beatles angelehnt.
Der Songtitel The Kids Aren’t Alright, der als dritte Single veröffentlicht wurde, ist eine Anspielung auf den 1966 erschienenen Song The Kids Are Alright von The Who. Der Song beschreibt die ruinierten Leben von vier Kindesfreunden Dexter Hollands aus Garden Grove in Orange County, Kalifornien. Die Idee dazu kam ihm bei einem Besuch seiner früheren Nachbarschaft. Die vier Protagonisten, Jamie, Mark, Jay und Brandon hatten alle das Potenzial zu einem außergewöhnlichen Leben, wurden aber durch ein Unglück, wie einen Autounfall oder einen Nervenzusammenbruch, aus der Bahn geworfen. Jamie wurde schwanger und brach die High School ab, Mark lebt noch zu Hause, spielt Gitarre und raucht Marihuana, Jay nahm sich das Leben und Brandon starb durch eine Überdosis an Drogen. Als Fazit dient die Textzeile „fragile lives, shattered dreams“ („zerbrechliche Leben, zerstörte Träume“).
Die vierte Single, She’s Got Issues handelt von der Freundin des lyrischen Ichs, die sich ständig über psychische Probleme beschwert, was den Erzähler ermüdet. Er denkt, sie könnte ihre Probleme überwinden, wenn sie es wirklich versuchte. Das Thema des Songs ist der „Opferkomplex“, wenn Menschen den Ursprung ihrer Probleme grundsätzlich bei anderen suchen oder auf externe Gründe, wie in diesem Fall eine Geisteskrankheit, verweisen.
Dexter Holland schrieb im selben Jahr den Titel Too Much Drama für das Album Hitler Bad, Vandals Good von The Vandals. Der Offspringsong Walla Walla benutzt dieselbe Grundmelodie wie Too Much Drama.
Feelings ist ein Cover des gleichnamigen Songs von Morris Albert aus dem Jahre 1975. Alle Wörter im Text, die auf „Liebe“ hindeuten, wurden durch Wörter des „Hasses“ ersetzt.

## Kommerzieller Erfolg

### Chartplatzierungen
Americana erreichte Platz 5 der deutschen Albumcharts und konnte sich 63 Wochen in den Top 100 halten, davon neun Wochen in den Top 10. In den Vereinigten Staaten erreichte das Album am 10. November 1998 Platz 2 der Billboard 200 Album Charts, was bis heute die Höchstplatzierung der Band in ihrem Heimatland darstellt. Besonders erfolgreich war Americana in Österreich, Schweden, Australien und Neuseeland, wo es die Chartspitze erreichen konnte. In den deutschen Jahrescharts 1999 belegte der Tonträger Rang 9.
Als Singles wurden die Lieder Pretty Fly (for a White Guy), Why Don’t You Get a Job?, The Kids Aren’t Alright und She’s Got Issues ausgekoppelt. Pretty Fly (for a White Guy) ist bis heute der kommerziell erfolgreichste Song der Band. Er erhielt u. a. in Deutschland, Österreich und dem Vereinigten Königreich eine Goldene Schallplatte und erreichte u. a. im Vereinigten Königreich, in den Niederlanden, Schweden, Finnland, Norwegen und Australien die Chartspitze.
| ChartsChartplatzierungen       | Höchstplatzierung | Wochen |
| ------------------------------ | ----------------- | ------ |
| Deutschland (GfK)              | 5 (63 Wo.)        | 63     |
| Österreich (Ö3)                | 1 (43 Wo.)        | 43     |
| Schweiz (IFPI)                 | 5 (61 Wo.)        | 61     |
| Vereinigte Staaten (Billboard) | 2 (67 Wo.)        | 67     |
| Vereinigtes Königreich (OCC)   | 10 (56 Wo.)       | 56     |

| ChartsJahrescharts (1999) | Platzierung |
| ------------------------- | ----------- |
| Deutschland (GfK)         | 9           |
| Österreich (Ö3)           | 1           |
| Schweiz (IFPI)            | 17          |

### Auszeichnungen für Musikverkäufe
Americana ist mit rund 15 Millionen weltweit verkauften Exemplaren das kommerziell erfolgreichste Album von The Offspring. Allein in den Vereinigten Staaten erhielt es im Jahr 2005 für mehr als fünf Millionen Verkäufe 5-fach Platin. In Deutschland wurde Americana 1999 für über 250.000 verkaufte Einheiten mit einer Goldenen Schallplatte ausgezeichnet. Außerdem erhielt das Album in Europa für mehr als zwei Millionen Verkäufe Doppel-Platin.
| Professionelle Bewertungen | Professionelle Bewertungen |
| -------------------------- | -------------------------- |
| Kritiken                   |                            |
| Quelle                     | Bewertung                  |
| laut.de                    | [ 18 ]                     |
| Rolling Stone              | [ 19 ]                     |
| allmusic                   | [ 20 ]                     |

| Land/Region                  | Auszeichnungen für Musikverkäufe (Land/Region, Auszeichnung, Verkäufe) | Verkäufe  |
| ---------------------------- | ---------------------------------------------------------------------- | --------- |
| Argentinien (CAPIF)          | Gold                                                                   | 30.000    |
| Australien (ARIA)            | 5× Platin                                                              | 350.000   |
| Belgien (BRMA)               | Gold                                                                   | (25.000)  |
| Brasilien (PMB)              | Platin                                                                 | 250.000   |
| Deutschland (BVMI)           | Gold                                                                   | (250.000) |
| Europa (IFPI)                | 2× Platin                                                              | 2.000.000 |
| Finnland (IFPI)              | Platin                                                                 | (52.798)  |
| Frankreich (SNEP)            | 2× Platin                                                              | (600.000) |
| Italien (FIMI)               | Gold                                                                   | (25.000)  |
| Japan (RIAJ)                 | Platin                                                                 | 200.000   |
| Kanada (MC)                  | 8× Platin                                                              | 800.000   |
| Mexiko (AMPROFON)            | Gold                                                                   | 100.000   |
| Neuseeland (RMNZ)            | 5× Platin                                                              | 75.000    |
| Niederlande (NVPI)           | Gold                                                                   | (50.000)  |
| Norwegen (IFPI)              | Platin                                                                 | (50.000)  |
| Österreich (IFPI)            | Platin                                                                 | (50.000)  |
| Polen (ZPAV)                 | Platin                                                                 | (100.000) |
| Schweden (IFPI)              | 2× Platin                                                              | (200.000) |
| Schweiz (IFPI)               | Platin                                                                 | (50.000)  |
| Spanien (Promusicae)         | Platin                                                                 | (100.000) |
| Vereinigte Staaten (RIAA)    | 5× Platin                                                              | 5.000.000 |
| Vereinigtes Königreich (BPI) | Platin                                                                 | (300.000) |
| Insgesamt                    | 6× Gold · 38× Platin ·                                                 | 8.805.000 |

Hauptartikel: The Offspring/Auszeichnungen für Musikverkäufe

## Trivia
- Der Titel Pay the Man stammt ursprünglich aus den Aufnahmen zu Ixnay on the Hombre wurde aber damals nicht veröffentlicht, da er klanglich nicht in das Album passte.
- Davey Havok von AFI trug, wie schon auf Ixnay on the Hombre, einige Background-Vocals bei.
- Der letzte Track Pay the Man endet bei 8:08, es folgt bis 9:16 Stille, dann beginnt der Hidden Track Pretty Fly (for a White Guy) (Reprise).